# Leperina lifuana
Leperina lifuana là một loài bọ cánh cứng trong họ Trogossitidae. Loài này được Fauvel miêu tả khoa học năm 1903.